# Seznam zápasů slovenské a rakouské hokejové reprezentace
Toto je seznam zápasů slovenské a rakouské hokejové reprezentace na MS a Zimních olympijských hrách.

## Mistrovství světa v ledním hokeji
| Datum     | Číslo | Slovensko | Výsledek | Zápas      | MS   | Místo     | Branky Slovenska                                                                                                   |
| --------- | ----- | --------- | -------- | ---------- | ---- | --------- | --- |
| 25.4.1996 | 1     | Slovensko | 1:2      | ZS         | 1996 | Vídeň     | Vlastimil Plavucha                                                                                                 |
| 3.5.1998  | 2     | Slovensko | 5:1      | ZS         | 1998 | Curych    | 2x Jozef Daňo • Ján Pardavý • Branislav Jánoš • Jozef Stümpel                                                      |
| 30.4.2000 | 3     | Slovensko | 2:0      | ZS         | 2000 | Petrohrad | Peter Pucher • Miroslav Šatan                                                                                      |
| 30.4.2001 | 4     | Slovensko | 5:0      | ZS         | 2001 | Norimberk | 2x Peter Pucher • Róbert Petrovický • Miroslav Hlinka • Zdeno Cíger                                                |
| 3.5.2002  | 5     | Slovensko | 6:3      | osmifinále | 2002 | Göteborg  | Róbert Tomík • Vladimír Országh • Rastislav Pavlikovský • Ľubomír Višňovský • Richard Lintner • Ľuboš Bartečko     |
| 4.5.2003  | 6     | Slovensko | 7:1      | osmifinále | 2003 | Helsinky  | Jozef Stümpel • Ľubomír Višňovský • Richard Kapuš • Richard Zedník • Peter Bondra • Ladislav Nagy • Žigmund Pálffy |
| 4.5.2005  | 7     | Slovensko | 8:1      | ZS         | 2005 | Vídeň     | 2x Žigmund Pálffy • 2x Martin Štrbák • Marián Gáborík • Ľubomír Višňovský • Marián Hossa • Michal Handzuš          |
| 10.5.2013 | 8     | Slovensko | 1:2 SN   | ZS         | 2013 | Helsinky  | Tomáš Surový |
| 8.5.2018  | 9     | Slovensko | 4:2      | ZS         | 2018 | Kodaň     | Marcel Haščák • Tomáš Jurčo • Christián Jaroš • Michal Krištof                                                     |

## Zimní olympijské hry
| Datum     | Číslo | Slovensko | Výsledek | Zápas       | ZOH  | Místo          | Branky Slovenska                        |
| --------- | ----- | --------- | -------- | ----------- | ---- | -------------- | --------------------------------------- |
| 7.2.1998  | 1     | Slovensko | 2:2      | Hlavní část | 1998 | Nagano         | Zdeno Cíger • Róbert Petrovický         |
| 12.2.2002 | 2     | Slovensko | 2:3      | ZS          | 2002 | Salt Lake City | Rastislav Pavlikovský • Richard Lintner |